# Гейнс, Джордж
Джордж Гейнс (англ. George Gaynes; настоящая фамилия Йонгеянс (нидерл. Jongejans), 3 мая 1917, Гельсингфорс, Великое княжество Финляндское, Российская империя — 15 февраля 2016, США) — американский актёр. Получил широкую известность благодаря выступлениям в бродвейских музыкальных комедиях в середине XX века.

## Биография
Родился 3 мая 1917 года в Гельсингфорсе, столице Великого княжества Финляндского (с 6 декабря 1917 года Хельсинки, столица Финляндии) в семье артистки, модельера и светской львицы Ии Григорьевны Ге, ставшей впоследствии известной как леди Абди, и голландского бизнесмена Геррита Йонгеянса (нидерл. Gerrit Jongejans). Внук известного актёра Императорского Александринского театра Григория Григорьевича Ге.
Дядя Джорджа Гейнса, родной брат матери, актёр Грегори Гай (при рождении тоже Григорий Григорьевич Ге), родился в Санкт-Петербурге, но после революции 1917 года эмигрировал в США. По линии матери Джордж Гейнс — также родственник художника Николая Николаевича Ге.
Через несколько лет после рождения Джорджа его семья распалась, мать в 1923 году вышла замуж за британца Роберта Генри Эдварда Абди, их брак продержался до 1928 года.
Гейнс учился в Кантонале Collège Classique близ Лозанны в Швейцарии, а затем продолжил обучение опере в музыкальной школе Милана в Италии.
Он исполнял роли на Бродвее. В бродвейских музыкальных комедиях 1940-х и 1950-х заслужил репутацию подлинного мастера этого жанра. Одна из лучших его ролей — в постановке «Чудесный город», музыкальной версии «Моя сестра Эйлин». В кинематографе дебютировал в середине 1950-годов, но поначалу ему доставались только эпизодические роли в телесериалах и фильмах. В начале 1980-годов стал получать всё больше значимых ролей, снялся в комедии «Тутси», а также во всех семи частях культового комедийного киносериала «Полицейская академия», где сыграл роль коменданта Эрика Лассарда.
Джордж Гейнс скончался 15 февраля 2016 года в доме своей дочери, в городке Норт-Бенде.

## Личная жизнь
Был женат на канадской актрисе и телеведущей Эллин Энн МакЛери, с которой он повстречался в 1952 году в Нью-Йорке, где они вместе выступали на Бродвее. Двое детей: сын Мэтью и дочь Ия, названная в честь матери Джорджа.
С 1989 года вместе с супругой проживали в Санта-Барбаре, штат Калифорния.

## Фильмография
| Год  | Фильм                                                   | Оригинальное название                    | Роль                 |
| ---- | ------------------------------------------------------- | ---------------------------------------- | -------------------- |
| 1964 | «Хищники»                                               | Les Félins                               | Эпизодическая роль   |
| 1966 | «Группа»                                                | The Group                                | Брук Лэтэм           |
| 1969 | «Потерянные»                                            | Marooned                                 | Руководитель миссии  |
| 1971 | «Жены докторов»                                         | Doctors' Wives                           | Пол Макгилл          |
| 1972 | «Коломбо»                                               | Columbo                                  | Эверетт              |
| 1973 | «Мальчик, который рассказывал об оборотне»              | The Boy Who Cried Werewolf               | Доктор Мардеросян    |
| 1973 | «Slaughter's Big Rip-Off»                               | Slaughter’s Big Rip-Off                  | Уоррен               |
| 1973 | «Встреча двух сердец»                                   | The Way We Were                          | Капитан Эль-Марокко  |
| 1975 | «Трилогия ужаса»                                        | Trilogy of Terror                        | Доктор Честер Рэмси  |
| 1976 | «Гарри и Уолтер едут в Нью-Йорк»                        | Harry and Walter Go to New York          | Принц                |
| 1976 | «Никелодеон»                                            | Nickelodeon                              | Реджинальд Кингсли   |
| 1980 | «Другие ипостаси»                                       | Altered States                           | Доктор Виссеншафт    |
| 1982 | «Мёртвые пледов не носят»                               | Dead Men Don’t Wear Plaid                | Доктор Форрест       |
| 1982 | «Тутси»                                                 | Tootsie                                  | Джон Вэн Хорн        |
| 1983 | «Я собираюсь стать знаменитым»                          | I’m Going to Be Famous                   | Эпизодическая роль   |
| 1983 | «Быть или не быть»                                      | To Be or Not to Be                       | Ревич                |
| 1984 | «Полицейская академия»                                  | Police Academy                           | Эрик Лассард         |
| 1984 | «Микки и Мод»                                           | Micki + Maude                            | Доктор Глзтски       |
| 1985 | «Полицейская академия 2: Их первое задание»             | Police Academy 2: Their First Assignment | Эрик Лассард         |
| 1986 | «Полицейская академия 3: Переподготовка»                | Police Academy 3: Back In Training       | Эрик Лассард         |
| 1987 | «Таксист в Нью-Йорке»                                   | Un tassinaro a New York                  | Адмирал              |
| 1987 | «Полицейская академия 4: Граждане в дозоре»             | Police Academy 4: Citizens on Patrol     | Эрик Лассард         |
| 1988 | «Полицейская академия 5: Место назначения — Майами-Бич» | Police Academy 5: Assignment Miami Beach | Эрик Лассард         |
| 1989 | «Полицейская академия 6: Город в осаде»                 | Police Academy 6: City Under Siege       | Эрик Лассард         |
| 1993 | «Чудовищная мачеха»                                     | Stepmonster                              | Норман               |
| 1994 | «Фантастическая четвёрка»                               | The Fantastic Four                       | Профессор            |
| 1994 | «Полицейская академия: Миссия в Москве»                 | Police Academy: Mission To Moscow        | Эрик Лассард         |
| 1994 | «Ваня на 42-й улице»                                    | Vanya on 42nd Street                     | Профессор Серебряков |
| 1996 | «Суровое испытание»                                     | The Crucible                             | Судья Самуэль Сьюалл |
| 1997 | «Плутовство»                                            | Wag the Dog                              | Сенатор Кол          |
| 2003 | «Молодожёны»                                            | Just Married                             | Отец Роберт          |